# Michał Kozubski
Michał Kozubski herbu Abdank (zm. w 1676 roku) – chorąży wołyński w 1672 roku, stolnik wołyński w 1668 roku, starosta lityński w 1664 roku, starosta horodelski w latach 1672-1674, pułkownik Jego Królewskiej Mości w 1674 roku.
Był członkiem konfederacji generalnej zawiązanej 15 stycznia 1674 roku na sejmie konwokacyjnym. Był elektorem Jana III Sobieskiego z województwa bełskiego w 1674 roku.